# The Devilock

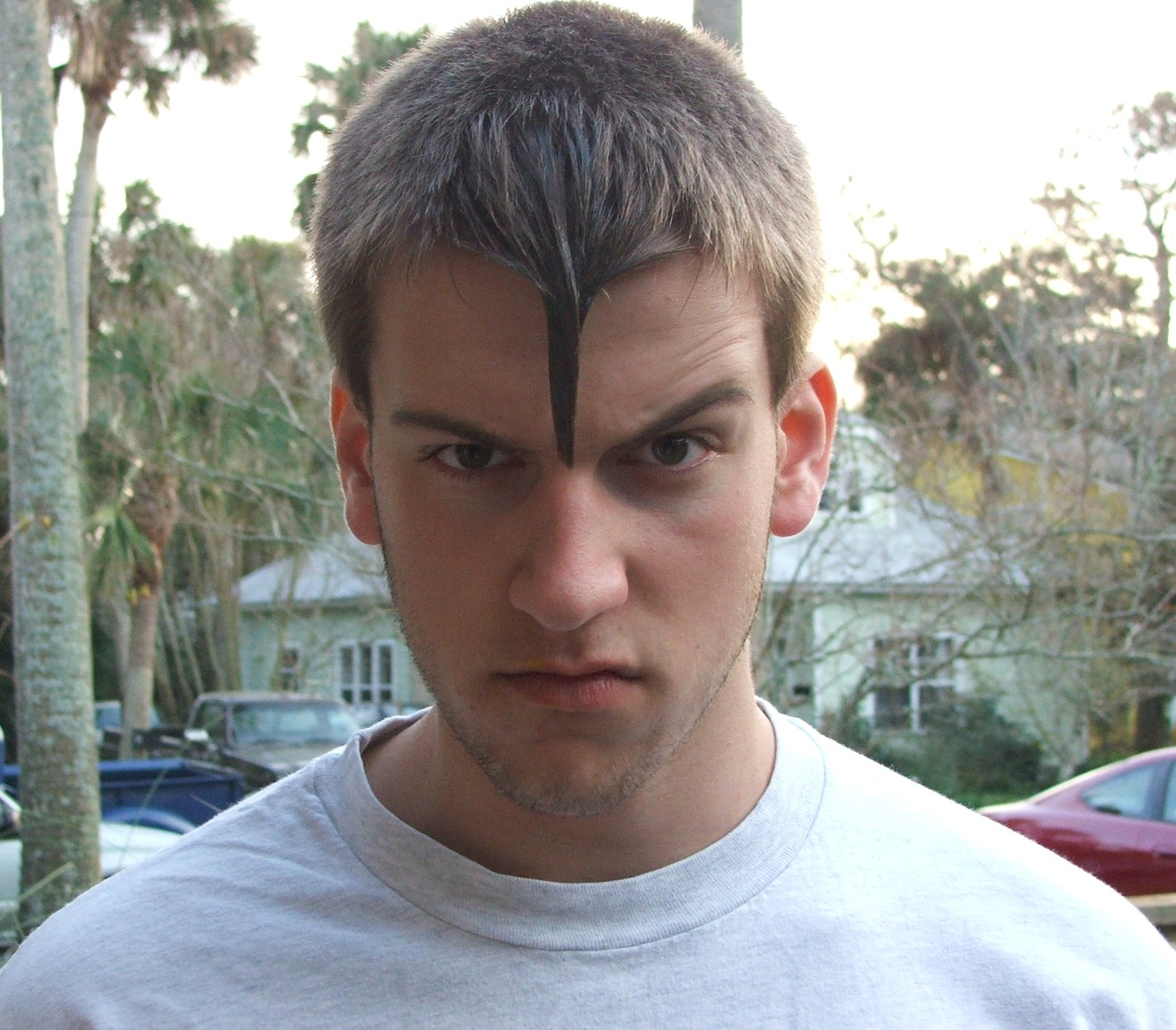
En man med devilockfrisyr

The Devilock är en variant på tuppkam (mohawk) och lanserades av The Misfits sångare Glenn Danzig och deras basist Jerry Only. Istället för att ha kammen rakt upp, som de flesta punkare har, så dras istället hela kammen framåt och ihop i ett spjut som står snett neråt med hjälp av exempelvis gelatin, vax eller gelé.